# 2012年“7·21”北京特大暴雨
2012年“7·21”北京特大暴雨，發生於2012年7月21日至22日8时左右，當時中国大部分地区遭遇暴雨，其中北京及其周边地区遭遇61年来最强暴雨及洪涝灾害。據統計，截至2012年8月6日，北京已有79人因這場暴雨而死亡。根据北京市政府举行的灾情通报会的数据显示，此次暴雨造成房屋倒塌10660间，160.2万人受灾，经济损失116.4亿元。

## 天气预警
2012年7月20日下午中央气象台已发布暴雨蓝色预警。20－22日，西北地区东部、华北大部、四川中部、内蒙古中东部及东北地区西部等地有大到暴雨天气，其中，四川盆地中西部、陕西北部、山西中北部、河北北部、内蒙古中东部等地的局部地区有大暴雨（100－120毫米）。2012年7月21日8时北京市气象局启动Ⅳ级应急响应。2012年7月21日10时中央气象台将预警提升至黄色。21日14时至22日14时，陕西东北部和南部、内蒙古中部偏南地区和东南部、山西、河北、京津地区、辽宁西南部、四川盆地中西部等地有大到暴雨，其中，内蒙古东南部、河北中北部、北京西部和北部、四川盆地东北部和南部的局部地区有大暴雨（100－180毫米）。上述局部地区并将有短时雷暴大风等强对流天气。2012年7月21日18时北京气象局向全市发布暴雨橙色预警。

## 降雨及洪水
位于北京西南的房山区是受灾最严重的地区，降雨量达到了460毫米。截止2012年7月22日凌晨2时，北京全市平均降雨量164毫米，城区平均降雨量212毫米，降雨最大点在房山区河北镇，降雨量519毫米。这些数据都超过1951年有气象记录以来的最大值。7月23日晚间，洪水流经海河流域下游天津市的北运河、青龙湾减河进入渤海。

## 影响及灾情

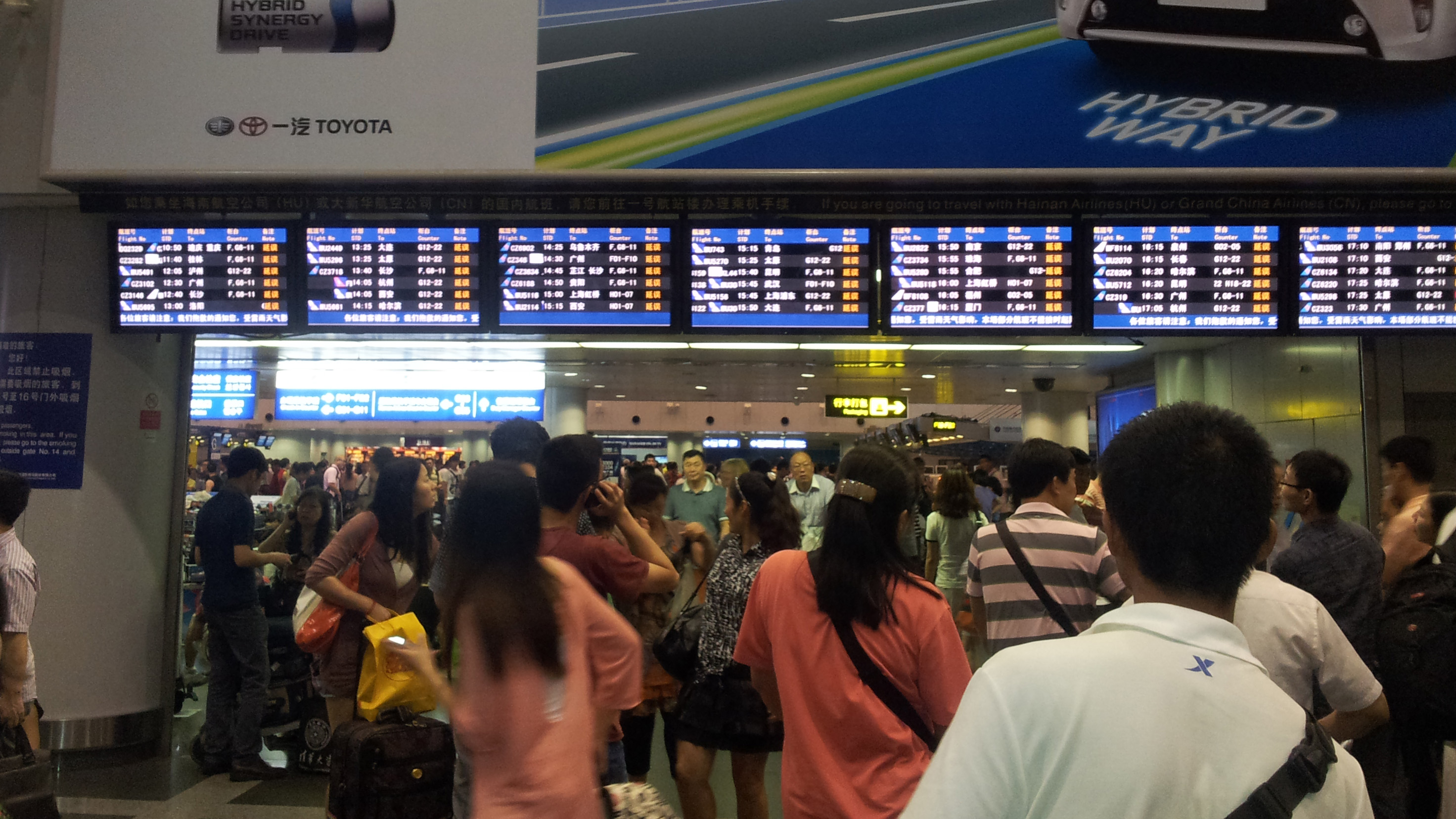
首都机场航班延误

此次特大暴雨导致北京城区及郊区出现大面积内涝和洪灾。

### 人员伤亡
截至8月6日，北京区域共发现79具遇难者遗体，其中69人身份已经得到确认，10人身份正在确认之中。死亡者中因公殉职5人，在其他已经确认身份的61名遇难者中（除因公殉职），36人为男性，25人为女性，其中溺水死亡46人，触电死亡5人，房屋倒塌致死3人，泥石流致死2人，创伤性休克致死2人，高空坠物致死2人，雷击致死1人。在受灾最严重的房山区，共死亡38人。61名已经确认身份的遇难者遗体（除因公殉职）发现的地区分布为：
- 房山区：38人，主要发现在河北镇、周口店、青龙湖等乡镇；
- 朝阳区：6人，发现在金盏、十八里店等乡；
- 丰台区：5人，发现在长辛店等乡镇；
- 石景山区：5人；
- 通州区：3人；
- 怀柔区：1人；
- 密云县：1人；
- 大兴区：1人；
- 东城区：1人。

#### 广渠门事件
所有遇难事件中，最核心城区的，属广渠门桥的水淹事件；当事人驾车，约19点受困于北京东二环广渠门桥下，最终在当日22时左右救出，送医不治。
广渠门桥通车于1989年4月，其铁路桥周围地形下凹，大雨即积水。其地下排水管道并不是直线构造，在路面雨箅收集雨水后，由水泵牵引，最后排入护城河。据广渠门附近的气象记录，当日18点至21点时段，降雨量达到140mm；另据北京市排水集团记录，当日18点40分起，附近出现排水井向上冒水情况，至19点20分，冒水高约1.5米；此时，排水泄洪速度已经赶不上降水聚集速度，积水向低凹的广渠门桥下汇集，即出现“倒灌”。但交通管理部门此时并未设置警示标志，据事发者回忆，交警约在20点多赶到现场设卡。
事主于19点40分左右向其妻子致电求救，称车已淹没，且车门因外部水压过大无法打开，而中国大陆的报警电话110也无法接通。其妻与邻居赶往事发现场，途中拨通110报案，但转接的派出所反馈积水处没有车辆，且无法联系当事人，延误了出警。在事发现场，交警也以职责范围不同拒绝了救援请求；最终由抵达的消防人员进行救援行动，但进展缓慢，以车辆位置不清且缺少设备为理由，无法展开行动，但现场人员表示该说法应为托辞。事后，救援单位之公告与媒体报道之间，就救援行动进行过程的叙述出现相左；南都周刊的专题以「救援罗生门」形容。事发一年后，于人民网出现的描述中，则笼统称作救援人员，且解释为到场后一直在侦查情况。
事发地位于北京市东城区，属于市中心区域。其受困的消息在新浪微博上发酵传播，根据Youtube上残存的视频来看，救援进行时，许多闻听此事的群众聚集。作为首都与华北最大城市的北京虽然集结了各类优势资源，但发生了这样的事件，而营救阶段的延误，也引发了群众的负面情绪。事后财新网记者调查时，出事地点附近3组摄像头的相关单位，拒绝公布录像。
7月25日，该名遇难者的遗体告别式在北京八宝山殡仪馆举行。暴雨之后，许多北京市民自发前往事发地悼念 ，且一度造成警察出现戒备。
其妻事后接受采访，称其受到网络流言困扰；而之前部分媒体报道提及当事人生前以头撞击车玻璃，也遭到遗孀否认。关于救援行动，其提及现场交警、消防未及时出手，但最终采访内容被剪掉，疑似未通过广电总局审查。
该事件作为“7.21”暴雨中富于标志性的独立事件，成为之后提起一系列连带灾难的优先意象。根据Google搜尋趨勢统计显示，“广渠门”相关字词在事件后出现飙升。

### 山洪
暴雨中拒马河发生决堤，流速达到了2500立方米每秒。房山区有人说她的家中水位在十分钟之内就上涨了1.3米。暴雨引发的洪水冲走北京房山一家养猪场的3700头猪，损失估计达千万元。

### 内涝
暴雨导致北京市内城区发生内涝灾害，公路、铁路、民航等交通方式均受到不同程度影响。在北京首都国际机场，暴雨导致超过500个航班取消，超过8万名旅客滞留。暴雨导致京港澳高速公路多处严重积水、车辆被淹，最深处积水处深达6米，且至少三人遇难。

### 地铁停运及塌方
暴雨当天北京地鐵首都機場線停运，同时暴雨导致在建的北京地铁6号线金台路站局部发生坍塌。

### 文物
截至23日，北京市约160处不可移动文物遭受不同程度损失，受损面积约21万平方米。其中郊区文物建筑受损情况较多，房山区、丰台区、石景山区区级文物损失较大，仅房山区一地初步发现就有80余处文物出现险情。大葆台汉墓、花市火神庙等文保单位院内积水超过1米，局部轻度损坏；周口店遗址小面积坍塌，云居寺围墙部分坍塌，金中都遗址局部夯土崩塌，戒台寺个别建筑出现瓦面、檐头、望板损坏等情况。

## 灾后工作
很多人在突如其来的洪水中被围困，路人和救援人员一起参与救援。但也有个别单位和个人借机生财，部分出租车漫天要价如机场通勤400元者。有部分市民反映三元桥附近部分旅馆借机涨价，但朝阳区旅游委调查后认为不属实。

## 争议

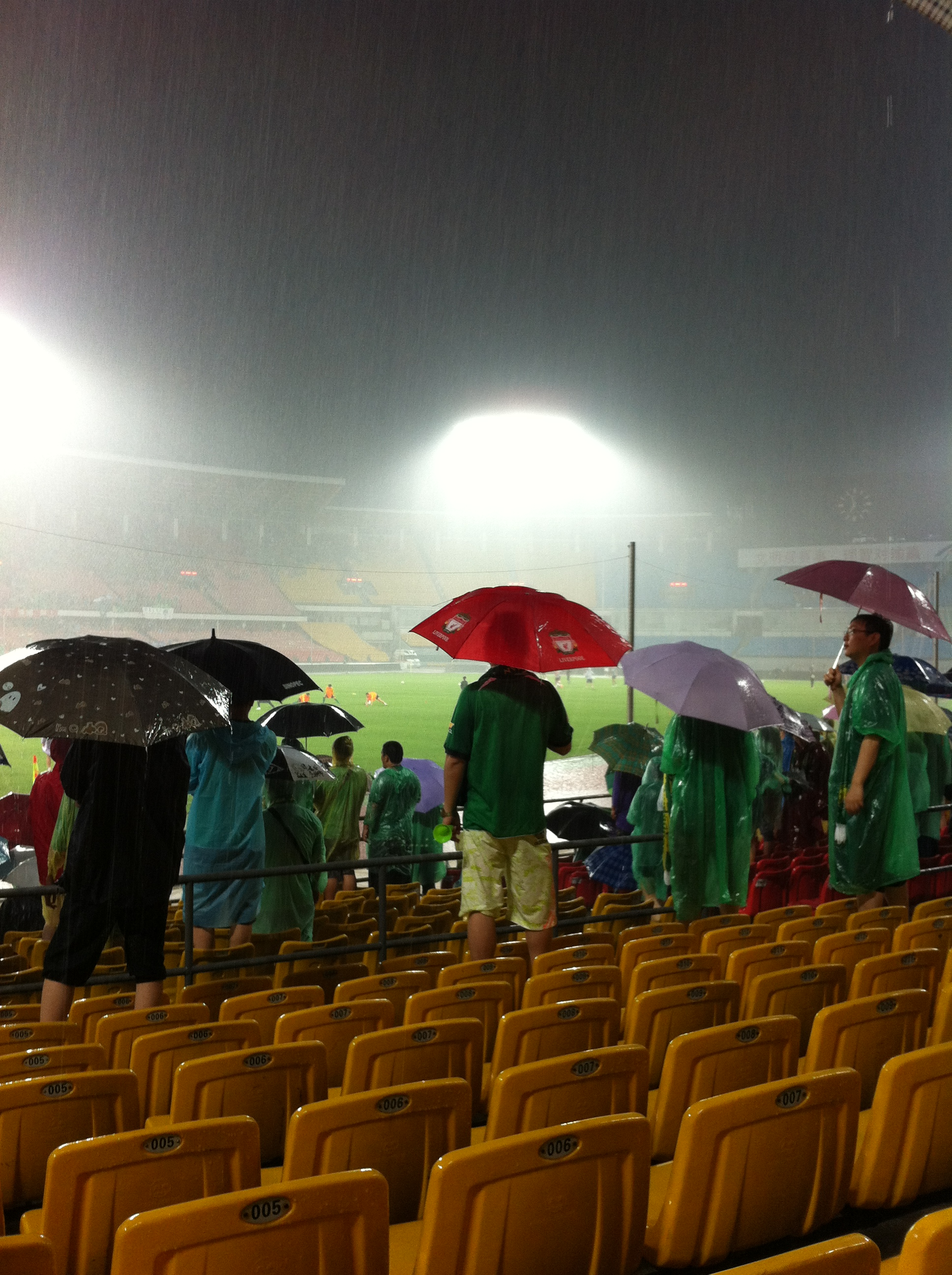
2012年7月21日当晚的工人体育场看台

交通方面，部分因暴雨受困车辆在次日遭贴罚单，被批执法不人性化。后北京市政府新闻办称车辆水中熄火所贴罚单将作废。京港澳高速公路管理方在公路已经被淹没而未及时关闭公路继续放行的作法遭到质疑。
北京卫视等媒体在新闻报道中声称北京市民高度肯定北京政府的应对工作，遭到网民揶揄。
北京市於7月22日晚间公布遇难人数37人後數天来遇難人數就停留在37人，這一死亡數字遭到部分网民质疑。北京市人民政府新闻办公室主任王惠称，不会隐瞒数字，具体数据会在进一步核实后发布。而在北京暴雨第二场新闻发布会上，发言人北京市防汛抗旱指挥部副指挥长潘安君通报灾情時对着一份书面材料念到“全市因灾伤亡......”时突然改口稱“全市因灾人口160.2万人......”，並且之後一直對死亡人数避而不谈。新华社、人民日报、中国中央电视台、北京电视台的记者分别获得一次提问机会，但无人问起死亡人数。新闻发布会后，一名中国中央电视台女记者大声说：“我看见你（潘安君）手上拿的材料了，上面写着死亡人数是61人，其中因公殉职5人。”但主席台上的几位发言人集体缄默。
有消息说时任北京市市长郭金龙和时任北京市副市长吉林因为失职而受罚。但对于“郭金龙辞去北京市长职务”的消息，中國媒体並未强调郭金龙已于7月25日获升北京市委书记。
此外，暴雨当天正值北京国安与杭州绿城的比赛，国安之前请求将比赛推迟，但被绿城拒绝。比赛过程中双方的表现均受到暴雨影响，赛后更有球员称“全北京只有绿城球门没被淹”。

## 反应

### 官方
- 北京市委书记兼市长郭金龙宣布：“全市团结一致取得了抗洪抢险胜利”，要求“把工作重心转到救灾、善后和维稳上来。”[41]
- 北京市水务局表示此次暴雨显示出城市基础设施比较薄弱，需要认真研究和改进[42]。
- 北京市房山区区长祁红在采访中表示：“作为区长，对不起大家。”[43]
- 北京市人民政府防汛抗旱指挥部办公室王毅曾主任表示，由于受到历史因素限制，目前北京市的排水系统的设计标准是1到3年。而7月21日当天的暴雨降雨量达到排水量满负荷的5倍。[44]
- 事后经北京市人大常委会批准，时任北京市市长的郭金龙辞职[45]、时任北京市副市长的吉林辞职[46]，任王安顺为北京市代理市长[47]、王安顺、李士祥为北京市副市长[48]。官方媒体未提及这一人事变动和本次特大暴雨的关联。